# Лиманский район (Краснодарский край)
Лиманский район — административно-территориальная единица в составе Азово-Черноморского и Краснодарского краёв, существовавшая в 1934—1953 годах. Центр — село Ейское Укрепление
Лиманский район был образован 28 декабря 1934 года в составе Азово-Черноморского края путём выделения из Ейского района. В его состав вошли 5 сельсоветов: Глафировский, Ейскоукрепленский, Екатериновский, Николаевский, Шабельский.
13 сентября 1937 года Лиманский район вошёл в состав Краснодарского края.
22 августа 1953 года Лиманский район был упразднён. Его территория в полном составе была передана в Щербиновский район.